# دیوید دی پائولا
دیوید دی پائولا (انگلیسی: David de Paula؛ زادهٔ ۳۱ مهٔ ۱۹۸۴) بازیکن فوتبال اهل اسپانیا است.
از باشگاه‌هایی که در آن بازی کرده‌است می‌توان به باشگاه فوتبال اتلتیک بیلبائو، باشگاه فوتبال ولفسبرگر، باشگاه فوتبال آستریا وین، باشگاه فوتبال پومفرادینا، و باشگاه فوتبال اتلتیک بیلبائو بی اشاره کرد.